# إجازة الأبوة

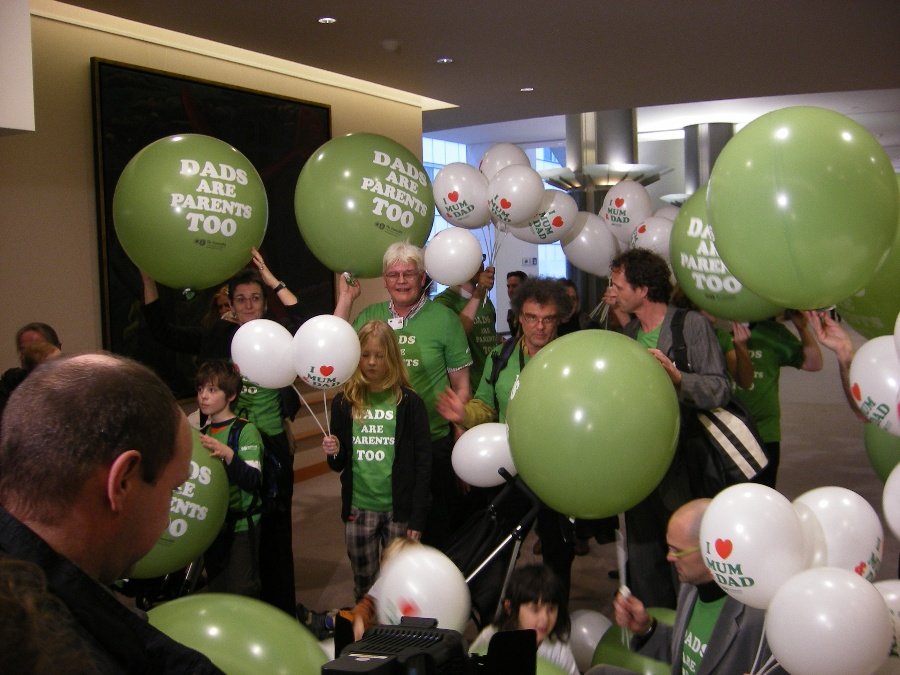

إجازة الأبوة، أو الإجازة العائلية هي استحقاق للموظفين ومتاحة في جميع البلدان تقريباً. قد يتضمن مصطلح «إجازة الأبوة» إجازة الأمومة والأبوة وإجازة التبني؛ وقد يستخدم مصطلح «إجازة الأمومة» أو «إجازة الأبوة» لوصف إجازة عائلية منفصلة يأخذها أي من الوالدين لرعاية الأطفال الصغار. في بعض الدول والبلدان، قد تندرج الإجازة التي تمنح لرعاية أفراد الأسرة المرضى ضمن «الإجازة العائلية». وغالباً، ما تنص القوانين على الحد الأدنى من الاستحقاقات وشروط الحصول عليها.
يتم توفير إجازة الأبوة أو الإجازة العائلية غير المدفوعة الأجر عندما يكون على صاحب العمل أن يشغل وظيفة الموظف أثناء أخذ ذلك الموظف إجازة، وتكون إجازة الأبوة أو الإجازة العائلية إجازة مدفوعة الأجر عند اتخاذ الإجراءات اللازمة لرعاية الطفل أو أحد أفراد الأسرة المعالين. نماذج التمويل الثلاثة الأكثر شيوعًا هي: التأمين الاجتماعي / الضمان الاجتماعي (حيث يساهم الموظفون أو أرباب العمل أو دافعو الضرائب عمومًا في صندوق عام محدد)، ومسؤولية صاحب العمل (حيث يجب على صاحب العمل أن يدفع للموظف طوال فترة الإجازة)، والنموذج المختلط الذي يجمع بين كل من الضمان الاجتماعي ومسؤولية صاحب العمل.
كانت إجازة الأبوة متاحة كحق قانوني أو نظام حكومي لسنوات عديدة، بشكل أو بآخر. وفي عام 2014، استعرضت منظمة العمل الدولية سياسات إجازة الأبوة في 185 دولة وإقليمًا، ووجدت أن جميع البلدان باستثناء بابوا غينيا الجديدة، لديها قوانين تنص على شكل من أشكال الإجازة الوالدية.
أظهرت دراسة مختلفة أن من بين 186 دولة تم مراجعتها، قدمت 96 ٪ منها الأجور للأمهات أثناء الإجازة، لكن 44 ٪ فقط من تلك البلدان قدمت الشئ نفسه للآباء. الولايات المتحدة، سورينام، بابوا غينيا الجديدة، وعدد قليل من الدول الجزرية في المحيط الهادئ هي الدول الوحيدة في الأمم المتحدة التي لا تطلب من أصحاب العمل توفير إجازة مدفوعة الأجر للوالدين الجدد.
يقدم أصحاب العمل الخاص في بعض الأحيان إجازة أبوة غير مدفوعة الأجر أو مدفوعة الأجر  أو كليهما، خارج أو بالإضافة إلى أي التزام قانوني.

## نماذج اقتصادية

### استحقاقات إجازة الأبوة الشاملة والمدفوعة الأجر

#### نظرية القدرة
طورت كل من إرميا كارتر ومارثا نوسباوم نموذج سياسي عُرف باسم نظرية القدرة، حيث أُدرجت الحريات والتكافؤ في الفرص في التقييمات الاقتصادية المتعلقة برفاهية أي دولة؛ وزيادة إجمالي الناتج المحلي. اقترحت نوسباوم 11 قدرة رئيسية كحد أقصى لمتطلبات بناء مجتمع لائق. أشارت نوسبام في نموذجها إلى أن الدول عليها أن توفر الموارد والحريات لضمان أن يكون للأفراد فرصة لتحقيق الحد الأدنى من كل قدرة رئيسية. وأن إجازة الأبوة الشاملة المدفوعة الأجر هي مثال للموارد التي يمكن أنن توفرها الدول حيث يصبح لدى الفرد فرصة تكوين عائلة أثناء عمله؛ وعلى سبيل المثال، تحت القدرة 10 (التحكم في بيئة الفرد)، فإن الدولة تتحمل مسؤولية ضمان أن يكون لكل الأفراد «الحق في البحث عن عمل على قدم المساواة مع الآخرين.»